# Данилово (Пермский край)
Данилово — деревня в Гайнском районе Пермского края. Входит в состав Гайнского сельского поселения. Располагается южнее районного центра, посёлка Гайны. Расстояние до районного центра составляет 4 км. По данным Всероссийской переписи населения 2010 года, в деревне проживало 222 человека (117 мужчин и 105 женщин).

## История
До Октябрьской революции населённый пункт Данилово входил в состав Гаинской волости, а в 1927 году — в состав Даниловского сельсовета. По данным переписи населения 1926 года, в деревне насчитывалось 135 хозяйств, проживало 692 человека (314 мужчин и 378 женщин). Преобладающая национальность — коми-пермяки.
По данным на 1 июля 1963 года, в деревне проживало 206 человек. Населённый пункт входил в состав Даниловского сельсовета.